# Jens Thiis
Jens Thiis (12 de mayo de 1870 – 27 de junio de 1942) fue un historiador del arte, restaurador y director de museo noruego. Trabajó en el conservatorio del Nordenfjeldske Kunstindustrimuseum (Museo de las Artes y las Manualidades) de Trondheim en 1895 y fue director de la Galería Nacional de Noruega, en Kristiania, desde 1908 hasta 1941.

## Biografía
Thiis nació en Kongshavn i Aker (actualmente, parte de Oslo) en 1870, hijo de Abraham Bøckmann Thiis (1840–90) y de Emma Marie Löwegren (1842–1928). Contrajo matrimonio con Vilhelmine Dons (1870–1939), con la que tuvo cuatro hijos: Eva Thiis (1896–1943), secretaria de museo; Helge Thiis (1897–1972), arquitecto responsable de la restauración de la Catedral de Nidaros, en Trondheim; Else Thiis (1898–1977), casada con el arqueólogo Sigurd Grieg; y la historiadora del arte Ragna Thiis Stang (1909–1978).
Se mantuvo siempre atento a las tendencias de su tiempo. En 1907, cuando trabajaba en el Nordenfjeldske Kunstindustrimuseum de Trondheim, contrató a Henry van de Velde, actualmente considerado uno de los mayores estilistas de su tiempo, para diseñar la galería modernista del museo, así como su mobiliario. La sala Henry van de Velde es única en su género, construida para un uso específico. Fue luego recreada en las instalaciones del nuevo Nordenfjeldske Kunstindustrimuseum.
Como director de la Galería Nacional, compró arte contemporáneo francés, de Claude Monet entre otros, lo que contribuyó a enriquecer la colección francesa, una de las más destacadas de la galería.
Thiis fue nombrado ciudadano honorario de Florencia, Italia, por sus trabajos sobre el Renacimiento florentino.

## Premios y distinciones
- Comendador de la Orden de San Olaf (1911, 1937).[2]
- Comendador de la Legión de Honor y Orden de la Estrella Polar.[2]
- Ciudadano honorario de Florencia.[2]
- Miembro de la Academia Noruega de Ciencias y Letras.[2]